# مورین گاردنر
مورین گاردنر (انگلیسی: Maureen Gardner؛ ۱۲ نوامبر ۱۹۲۸ – ۲ سپتامبر ۱۹۷۴ (aged 45)) ورزشکار دو و میدانی اهل بریتانیا بود.
وی در مسابقات کشوری و بین‌المللی در مجموع برندهٔ ۲ مدال نقره شده‌است.